# Amt Lügde

Kreiseinteilung im Regierungsbezirk Detmold 1947–1968, Kreis Höxter mit nördlicher Exklave Lügde hervorgehoben

Das Amt Lügde war ein Amt im Hochstift Paderborn sowie ein Amt im ostwestfälischen Kreis Höxter in Nordrhein-Westfalen. Es war zwischenzeitlich in die amtsfreie Stadt Lügde und das Amt Harzberg getrennt.

## Geographie
Das Amt war eine nördliche Exklave des Kreises Höxter. Begrenzt wurde die Exklave zuletzt durch den Kreis Detmold im Süden und Westen und den niedersächsischen Landkreis Hameln-Pyrmont im Norden und Osten.

## Geschichte

### Das Amt Lügde im Hochstift Paderborn
Das Amt Lügde existierte bereits vor dem 19. Jahrhundert als Teil des Hochstifts Paderborn, das 1802/03 von Preußen annektiert wurde. Im 17. Jahrhundert befand sich das Hochstift im Streit mit der Grafschaft Waldeck um die Erbschaft der Grafschaft Pyrmont. Erst 1668 entschied das Reichskammergericht einen Vergleich. Das Amt Lügde fiel an Paderborn, nur die Fischerei- und Jagdrechte bleiben bei den Grafen von Waldeck. Das Amt wurde vor allem im Zuge der Gegenreformation rekatholisiert. An der Spitze des Amtes stand zunächst nur ein Richter, unter Fürstbischof Clemens August wurde ein Drost eingesetzt. Erster Drost wurde wohl 1735 Franz Joseph von Mengersen, der auch Drost der Samtämter Schwalenberg, Oldenburg und Stoppelberg wurde. Die in Rheder ansässigen von Mengersen betrachteten das Amt als „Familienerbgut“. Das Amt hatte denselben Umfang wie die spätere Exklave des Kreises Höxter und umfasste die Stadt Lügde sowie den Ort Harzberg. Es war Teil des Oberwaldischen Distriktes. Von 1802 bis 1807 gehörte das Amt erstmals zu Preußen.

### Der Kanton Lügde
Nachdem das ehemalige Gebiet des Hochstifts 1807 an das Königreich Westphalen gefallen war, wurden neue Verwaltungsstrukturen nach französischem Vorbild geschaffen. Aus dem paderbornischen Amt Lügde wurde der Kanton Lügde. Im Jahre 1810 hatte der Kanton Lügde 1699 Einwohner. Der Kanton gehörte zum Distrikt Höxter des Departements der Fulda des Königreichs und fiel 1813 an Preußen. 1816 wurde der Kanton dem neuen Kreis Brakel zugeschlagen und bestanden in diesem als Verwaltungsbezirk fort. Der gesamte Kreis Brakel mitsamt dem Verwaltungsbezirk Lügde wurde 1832 in den Kreis Höxter eingegliedert. Die Stadt Lügde erhielt 1841 die preußische revidierte Städteordnung.

### Das Amt Harzberg im Kreis Höxter
Im Rahmen der Einführung der westfälischen Landgemeinde-Ordnung von 1841 wurden aus den unterhalb der Kreisebene bestehenden Verwaltungsbezirken, sofern es sich nicht um Städte gemäß der revidierten Städteordnung handelte, Ämter gebildet. Im Kreis Höxter wurde dabei das Amt Harzberg eingerichtet, das nur aus der Gemeinde Harzberg bestand. Das Amt bestand nur formell und wurde in der Folgezeit stets von der amtsfreien Stadt Lügde mitverwaltet. Wie alle preußischen Einzelgemeindeämter wurde das Amt Harzberg am 1. November 1934 aufgehoben, wodurch Harzberg vorübergehend zu einer amtsfreien Gemeinde wurde.

### Das Amt Lügde im Kreis Höxter
Am 1. Januar 1951 wurde aus der Stadt Lügde und der Gemeinde Harzberg das Amt Lügde gebildet.
Das Amt hatte bei der letzten Volkszählung vor der Amtsauflösung am 6. Mai 1961 eine Wohnbevölkerung von 4.831 Einwohnern. Der Fortschreibung der Volkszählungsergebnisse zufolge stieg diese Zahl bis Ende 1967 auf 5.873 Einwohner. Bei einer Fläche von 32,25 km² ergab sich eine Bevölkerungsdichte von 182 Einwohnern pro Quadratkilometer, die weit über dem Kreisdurchschnitt von 140 Einwohnern pro Quadratkilometer lag. Damit war das Amt Lügde das kleinste, aber auch das am dichtesten besiedelte Amt des Kreises. Die folgende Übersicht zeigt die zwei Gemeinden mit Bevölkerungs- und Gebietsstand vom 31. Dezember 1967:
| Name         | Einwohner | Fläche in km² |
| ------------ | --------- | ------------- |
| Harzberg     | 0.108     | 01,05         |
| Lügde, Stadt | 5.765     | 31,20         |
| Amt Lügde    | 5.873     | 32,25         |

Aufgrund eines Gebietsänderungsvertrages vom 24. März 1969 und § 7 des „Gesetzes zur Neugliederung des Kreises Detmold“ vom 2. Dezember 1969, das in § 10 Abs. 7 auch den Gebietsänderungsvertrag mit kleineren Einschränkungen bestätigt, schlossen sich die Stadt Lügde und die Gemeinde Harzberg mit den acht Gemeinden Elbrinxen, Falkenhagen, Köterberg, Niese, Rischenau, Sabbenhausen, Wörderfeld und Hummersen des Kreises Detmold zum 1. Januar 1970 zur neuen Stadt Lügde zusammen, die in den Kreis Detmold eingegliedert wurde und seit 1973 zum Kreis Lippe gehört. Das Amt Lügde wurde aufgelöst. Rechtsnachfolgerin ist die Stadt Lügde.

## Einwohnerentwicklung
| Jahr | Amt Harzberg | Stadt Lügde | Quelle |
| ---- | ------------ | ----------- | ------ |
| 1864 | 105          | 2383        | [ 13 ] |
| 1871 | 86           | 2340        | [ 14 ] |
| 1885 | 86           | 2398        | [ 15 ] |
| 1895 | 85           | 2598        | [ 16 ] |
| 1910 | 89           | 2805        | [ 17 ] |
| 1925 | 85           | 2902        | [ 18 ] |
|      | Amt Lügde    |             |        |
| 1950 | 4722         | 4722        | [ 19 ] |
| 1961 | 4831         | 4831        | [ 20 ] |
| 1968 | 5880         | 5880        | [ 21 ] |